# Овиндоли
Овѝндоли (на италиански: Ovindoli, на местен диалект Dvinnërë, Двинъръ) е село и община в Южна Италия, провинция Акуила, регион Абруцо. Разположено е на 1380 m надморска височина. Населението на общината е 1246 души (към 2014 г.).